# Bouillac (Tarn-et-Garonne)
Pour les articles homonymes, voir Bouillac.
Bouillac est une commune française située dans le sud-ouest du département de Tarn-et-Garonne, en région Occitanie.
Sur le plan historique et culturel, la commune est dans le pays de Rivière-Verdun, un petit pays d'élection de l'est de la Gascogne, à l'écart des grandes voies de communication, et s'étageant sur les terrasses de la rive gauche de la Garonne, entre la vallée de la Save et la Lomagne, et se prolongeant en Gascogne toulousaine.
Exposée à un climat océanique altéré, elle est drainée par le Lambon, le ruisseau de Dère, le ruisseau de Nadesse, le ruisseau de Saint-Jean et par divers autres petits cours d'eau. La commune possède un patrimoine naturel remarquable composé de deux zones naturelles d'intérêt écologique, faunistique et floristique.
Bouillac est une commune rurale qui compte 577 habitants en 2022, après avoir connu un pic de population de 1 298 habitants en 1831.  Elle fait partie de l'aire d'attraction de Toulouse. Ses habitants sont appelés les Bouillacois ou  Bouillacoises.

## Géographie

### Localisation
La commune de Bouillac est située à 35 km au sud-ouest de Montauban, préfecture de Tarn-et-Garonne, à 10 km de Verdun-sur-Garonne, chef-lieu de canton. Elle est limitrophe du département de la Haute-Garonne sur une centaine de mètres.

### Communes limitrophes
Bouillac est limitrophe de neuf autres communes dont une dans le département de la Haute-Garonne.
Les communes limitrophes sont  Beaumont-de-Lomagne, Beaupuy, Comberouger, Escazeaux, Gariès, Lagraulet-Saint-Nicolas, Saint-Sardos, Savenès et Verdun-sur-Garonne.
| Comberouger                    | Saint-Sardos                            | Verdun-sur-Garonne |
| Beaumont-de-Lomagne, Escazeaux | Bouillac                                | Savenès            |
| Gariès                         | Lagraulet-Saint-Nicolas (Haute-Garonne) | Beaupuy            |

### Relief et géologie
Le territoire communal de Bouillac, d’une superficie cadastrée de 3045 hectares. Le site sur lequel s’est développée la commune s’étend à l’est de la Lomagne. Le village est situé en bordure d’un plateau qui s’étend à l’est du territoire. On observe à l’ouest une zone vallonnée avec des altitudes s’échelonnant entre 180 et 256 mètres.

### Hydrographie

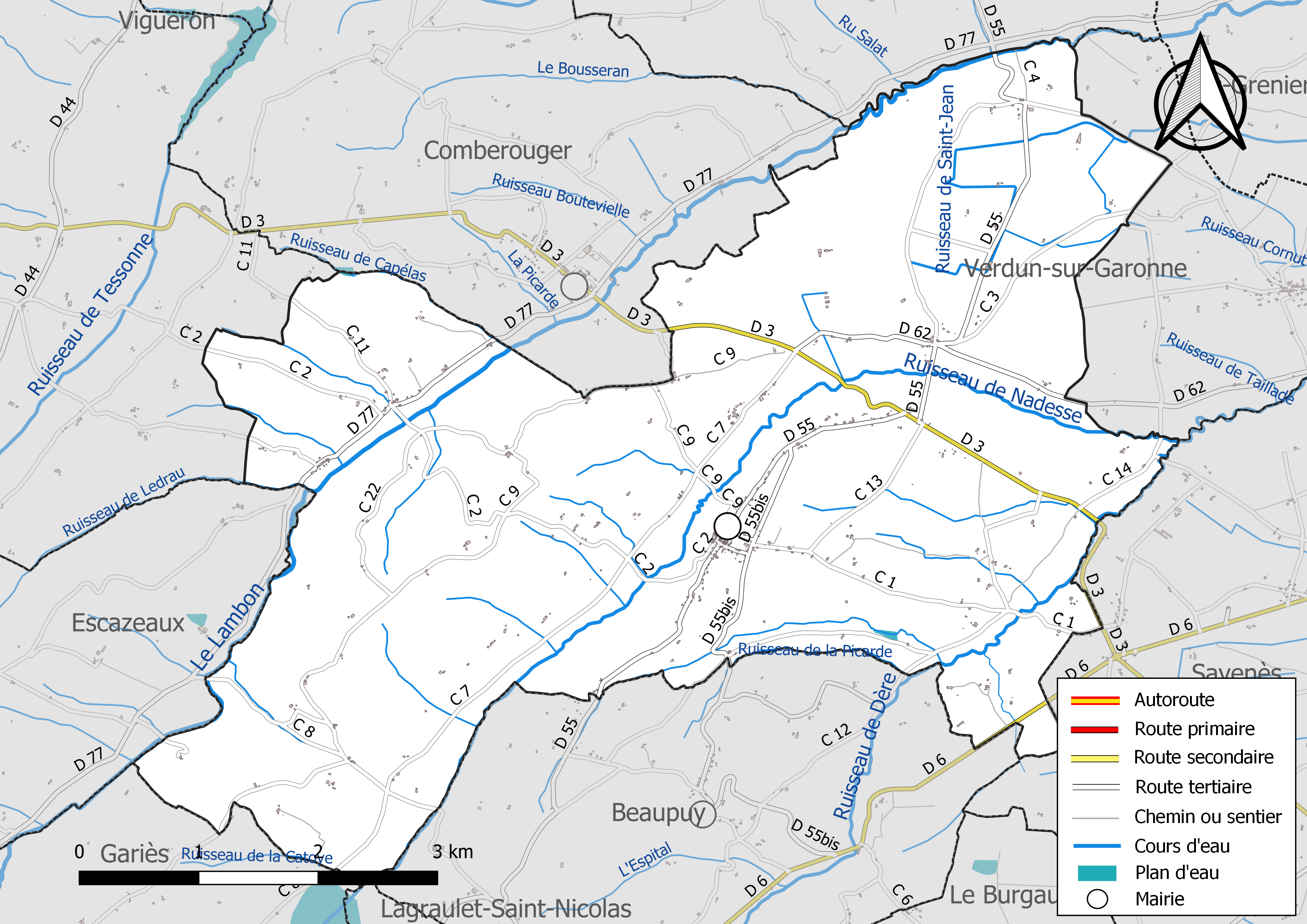
Réseaux hydrographique et routier de Bouillac.

La commune est dans le bassin versant de la Garonne, au sein du bassin hydrographique Adour-Garonne. Elle est drainée par le Lambon, le ruisseau de Dère, le ruisseau de Nadesse, le ruisseau de Saint-Jean, le Bousseran, le ruisseau de Capélas, le ruisseau de la Catoye, le ruisseau de la Picarde, le ruisseau de Ledrau, Ru Salat et par divers petits cours d'eau, constituant un réseau hydrographique de 45 km de longueur totale,.
Le Lambon, d'une longueur totale de 25,8 km, prend sa source dans la commune de Brignemont et s'écoule du sud-ouest vers le nord-ouest. Il traverse la commune et se jette dans la Garonne à Mas-Grenier, après avoir traversé 9 communes.
Le ruisseau de Dère, d'une longueur totale de 15,7 km, prend sa source dans la commune de Puysségur et s'écoule du sud-ouest vers le nord-ouest. Il se jette dans le ruisseau de Nadesse sur le territoire communal, après avoir traversé 8 communes.
Le ruisseau de Nadesse, d'une longueur totale de 23,9 km, prend sa source dans la commune de Cox et s'écoule du sud-ouest vers le nord-ouest. Il traverse la commune et se jette dans la Garonne à Verdun-sur-Garonne, après avoir traversé 7 communes.

### Climat
Pour des articles plus généraux, voir Climat de l'Occitanie et Climat de Tarn-et-Garonne.
En 2010, le climat de la commune est de type climat du Bassin du Sud-Ouest, selon une étude du Centre national de la recherche scientifique s'appuyant sur une série de données couvrant la période 1971-2000. En 2020, Météo-France publie une typologie des climats de la France métropolitaine dans laquelle la commune est exposée à un climat océanique altéré et est dans la région climatique Aquitaine, Gascogne, caractérisée par une pluviométrie abondante au printemps, modérée en automne, un faible ensoleillement au printemps, un été chaud (19,5 °C), des vents faibles, des brouillards fréquents en automne et en hiver et des orages fréquents en été (15 à 20 jours).
Pour la période 1971-2000, la température annuelle moyenne est de 13 °C, avec une amplitude thermique annuelle de 15,7 °C. Le cumul annuel moyen de précipitations est de 737 mm, avec 10,1 jours de précipitations en janvier et 5,9 jours en juillet. Pour la période 1991-2020, la température moyenne annuelle observée sur la station météorologique de Météo-France la plus proche, « Savenès_man », sur la commune de Savenès à 7 km à vol d'oiseau, est de 13,3 °C et le cumul annuel moyen de précipitations est de 705,4 mm. 
La température maximale relevée sur cette station est de 41 °C, atteinte le 27 juin 2019 ; la température minimale est de −14,5 °C, atteinte le 9 février 2012,,.
Les paramètres climatiques de la commune ont été estimés pour le milieu du siècle (2041-2070) selon différents scénarios d'émission de gaz à effet de serre à partir des nouvelles projections climatiques de référence DRIAS-2020. Ils sont consultables sur un site dédié publié par Météo-France en novembre 2022.

### Milieux naturels et biodiversité

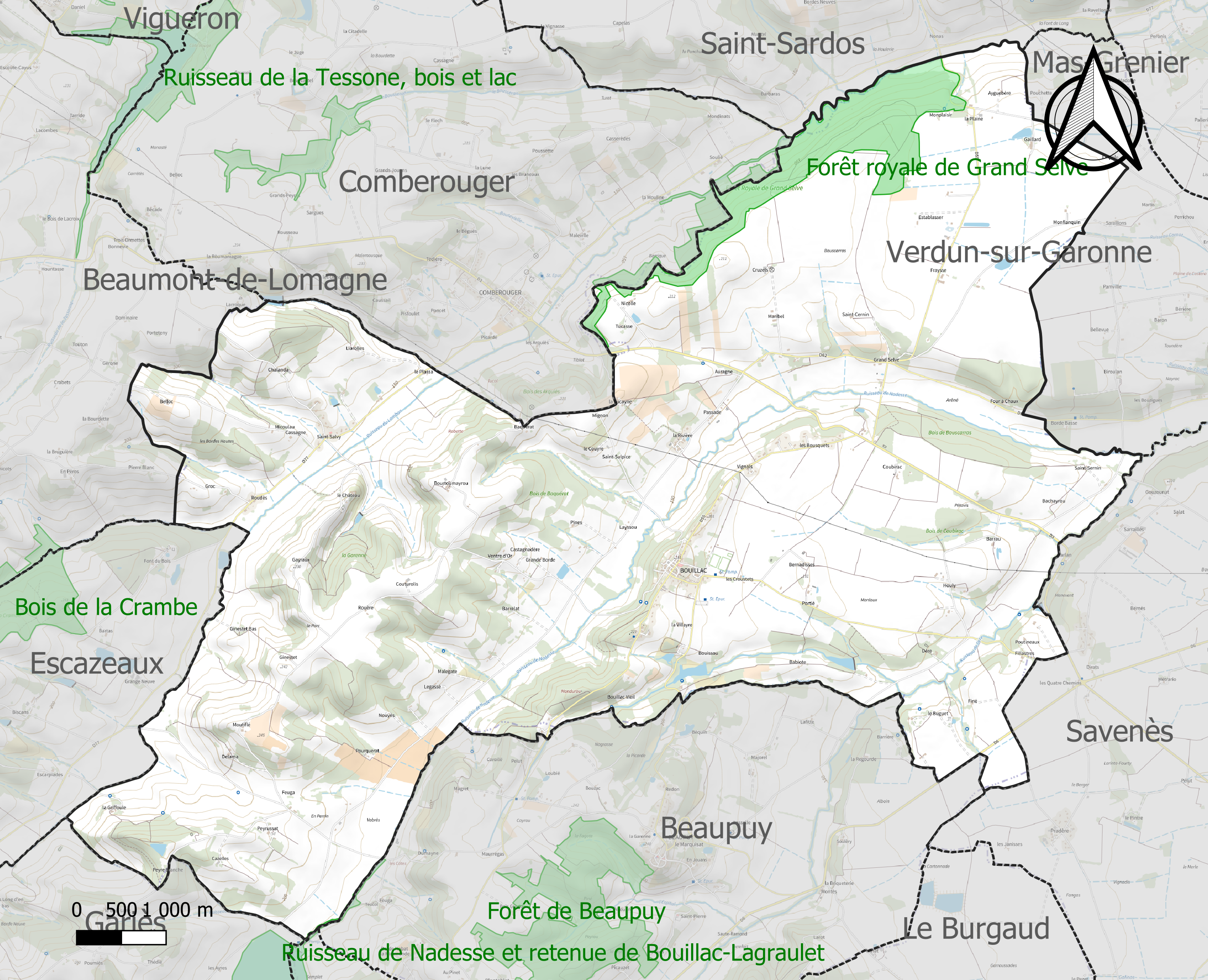
Carte des ZNIEFF de type 1 localisées sur la commune.

L’inventaire des zones naturelles d'intérêt écologique, faunistique et floristique (ZNIEFF) a pour objectif de réaliser une couverture des zones les plus intéressantes sur le plan écologique, essentiellement dans la perspective d’améliorer la connaissance du patrimoine naturel national et de fournir aux différents décideurs un outil d’aide à la prise en compte de l’environnement dans l’aménagement du territoire.
Deux ZNIEFF de type 1 sont recensées sur la commune :
la « forêt royale de Grand Selve » (124 ha), couvrant 3 communes du département, et 
le « ruisseau de Nadesse et retenue de Bouillac-Lagraulet » (49 ha), couvrant 4 communes dont une dans la Haute-Garonne et trois dans le Tarn-et-Garonne.

## Urbanisme

### Typologie
Au 1er janvier 2024, Bouillac est catégorisée commune rurale à habitat très dispersé, selon la nouvelle grille communale de densité à sept niveaux définie par l'Insee en 2022.
Elle est située hors unité urbaine. Par ailleurs la commune fait partie de l'aire d'attraction de Toulouse, dont elle est une commune de la couronne,. Cette aire, qui regroupe 527 communes, est catégorisée dans les aires de 700 000 habitants ou plus (hors Paris),.

### Occupation des sols
L'occupation des sols de la commune, telle qu'elle ressort de la base de données européenne d’occupation biophysique des sols Corine Land Cover (CLC), est marquée par l'importance des territoires agricoles (84,5 % en 2018), une proportion identique à celle de 1990 (84,5 %). La répartition détaillée en 2018 est la suivante : 
terres arables (69,4 %), forêts (15,5 %), zones agricoles hétérogènes (15,1 %). L'évolution de l’occupation des sols de la commune et de ses infrastructures peut être observée sur les différentes représentations cartographiques du territoire : la carte de Cassini (XVIIIe siècle), la carte d'état-major (1820-1866) et les cartes ou photos aériennes de l'IGN pour la période actuelle (1950 à aujourd'hui).

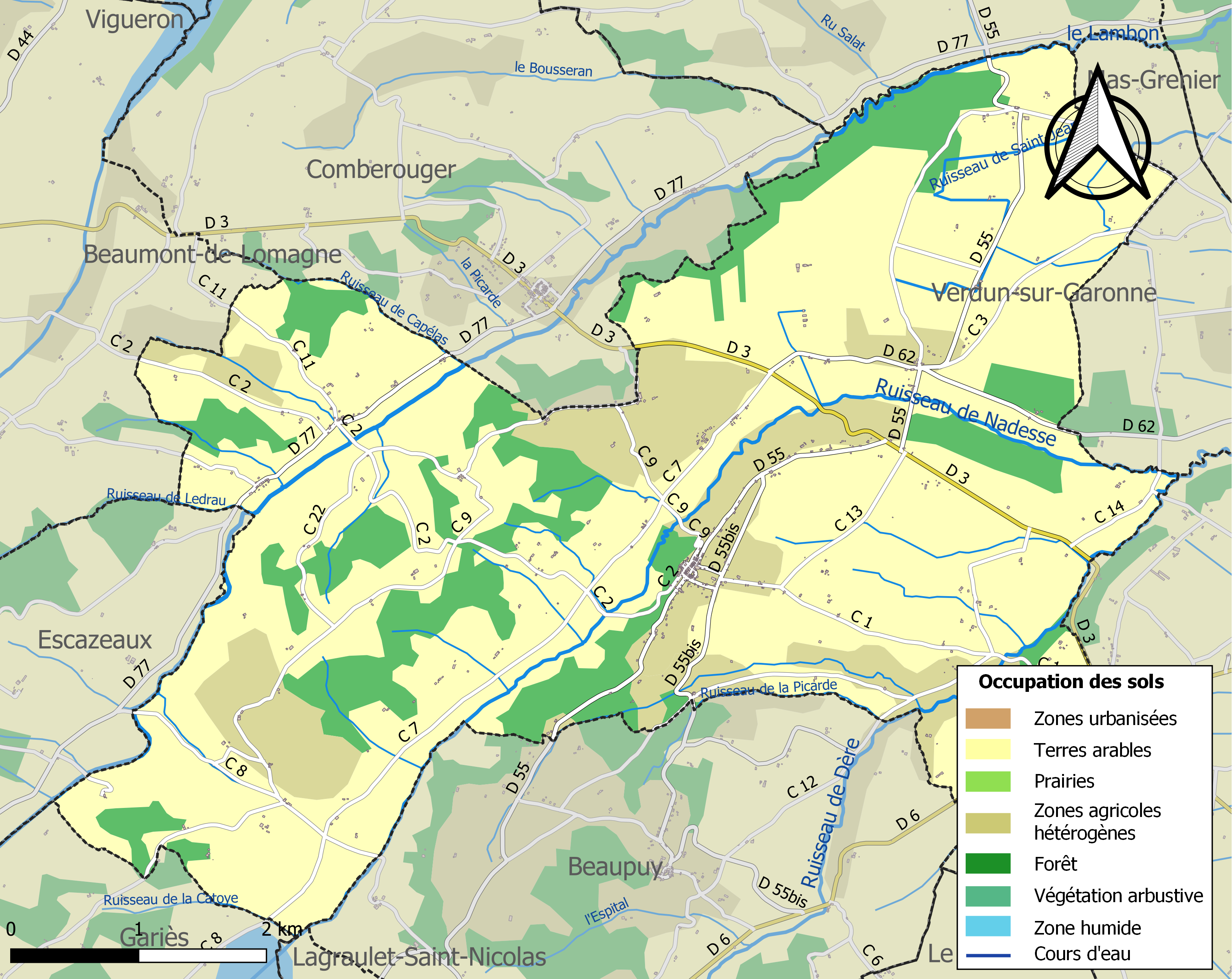
Carte des infrastructures et de l'occupation des sols de la commune en 2018 (CLC).

### Voies de communication et transports
Accès avec la route départementale RD 55 qui traverse la commune  dans le sens nord-est sud-ouest, la RD 62 et la RD 55bis.

### Risques majeurs
Le territoire de la commune de Bouillac est vulnérable à différents aléas naturels : météorologiques (tempête, orage, neige, grand froid, canicule ou sécheresse), inondations, mouvements de terrains et séisme (sismicité très faible). Il est également exposé à un risque technologique,  le transport de matières dangereuses. Un site publié par le BRGM permet d'évaluer simplement et rapidement les risques d'un bien localisé soit par son adresse soit par le numéro de sa parcelle.

#### Risques naturels
Certaines parties du territoire communal sont susceptibles d’être affectées par le risque d’inondation par débordement de cours d'eau, notamment le Lambon, le ruisseau de Nadesse et le ruisseau de Dère. La cartographie des zones inondables en ex-Midi-Pyrénées réalisée dans le cadre du XIe Contrat de plan État-région, visant à informer les citoyens et les décideurs sur le risque d’inondation, est accessible sur le site de la DREAL Occitanie. La commune a été reconnue en état de catastrophe naturelle au titre des dommages causés par les inondations et coulées de boue survenues en 1982, 1999, 2005, 2006 et 2015,.
Bouillac est exposée au risque de feu de forêt. Le département de Tarn-et-Garonne présentant toutefois globalement un niveau d’aléa moyen à faible très localisé, aucun Plan départemental de protection des forêts contre les risques d’incendie de forêt (PFCIF) n'a été élaboré. Le débroussaillement aux abords des maisons constitue l’une des meilleures protections pour les particuliers contre le feu,.

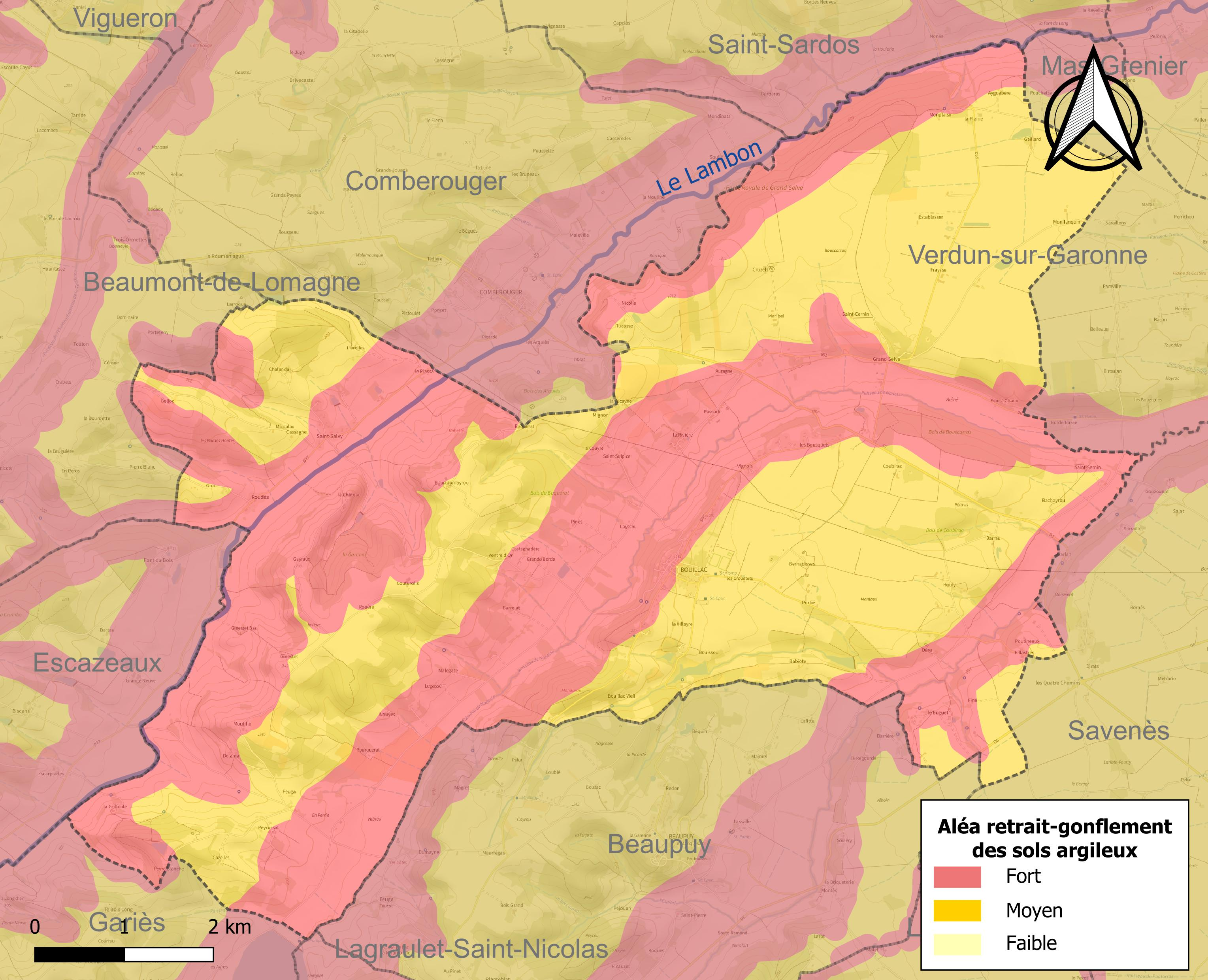
Carte des zones d'aléa retrait-gonflement des sols argileux de Bouillac.

Les mouvements de terrains susceptibles de se produire sur la commune sont des tassements différentiels.
Le retrait-gonflement des sols argileux est susceptible d'engendrer des dommages importants aux bâtiments en cas d’alternance de périodes de sécheresse et de pluie. La totalité de la commune est en aléa moyen ou fort (92 % au niveau départemental et 48,5 % au niveau national). Sur les 292 bâtiments dénombrés sur la commune en 2019, 292 sont en aléa moyen ou fort, soit 100 %, à comparer aux 96 % au niveau départemental et 54 % au niveau national. Une cartographie de l'exposition du territoire national au retrait gonflement des sols argileux est disponible sur le site du BRGM,.
Par ailleurs, afin de mieux appréhender le risque d’affaissement de terrain, l'inventaire national des cavités souterraines permet de localiser celles situées sur la commune.
Concernant les mouvements de terrains, la commune a été reconnue en état de catastrophe naturelle au titre des dommages causés par la sécheresse en 1989, 1992, 1998, 2003 et 2012, par des mouvements de terrain en 1999 et par des glissements de terrain en 1994.

#### Risques technologiques
Le risque de transport de matières dangereuses sur la commune est lié à sa traversée par des infrastructures routières ou ferroviaires importantes ou la présence d'une canalisation de transport d'hydrocarbures. Un accident se produisant sur de telles infrastructures est susceptible d’avoir des effets graves sur les biens, les personnes ou l'environnement, selon la nature du matériau transporté. Des dispositions d’urbanisme peuvent être préconisées en conséquence.

## Histoire
Le site est occupé depuis l'antiquité comme l'atteste le Jupiter au foudre conservé au Musée Saint-Raymond. L'histoire de Bouillac est liée à celle de l'abbaye de Grandselve, fondée en 1114.

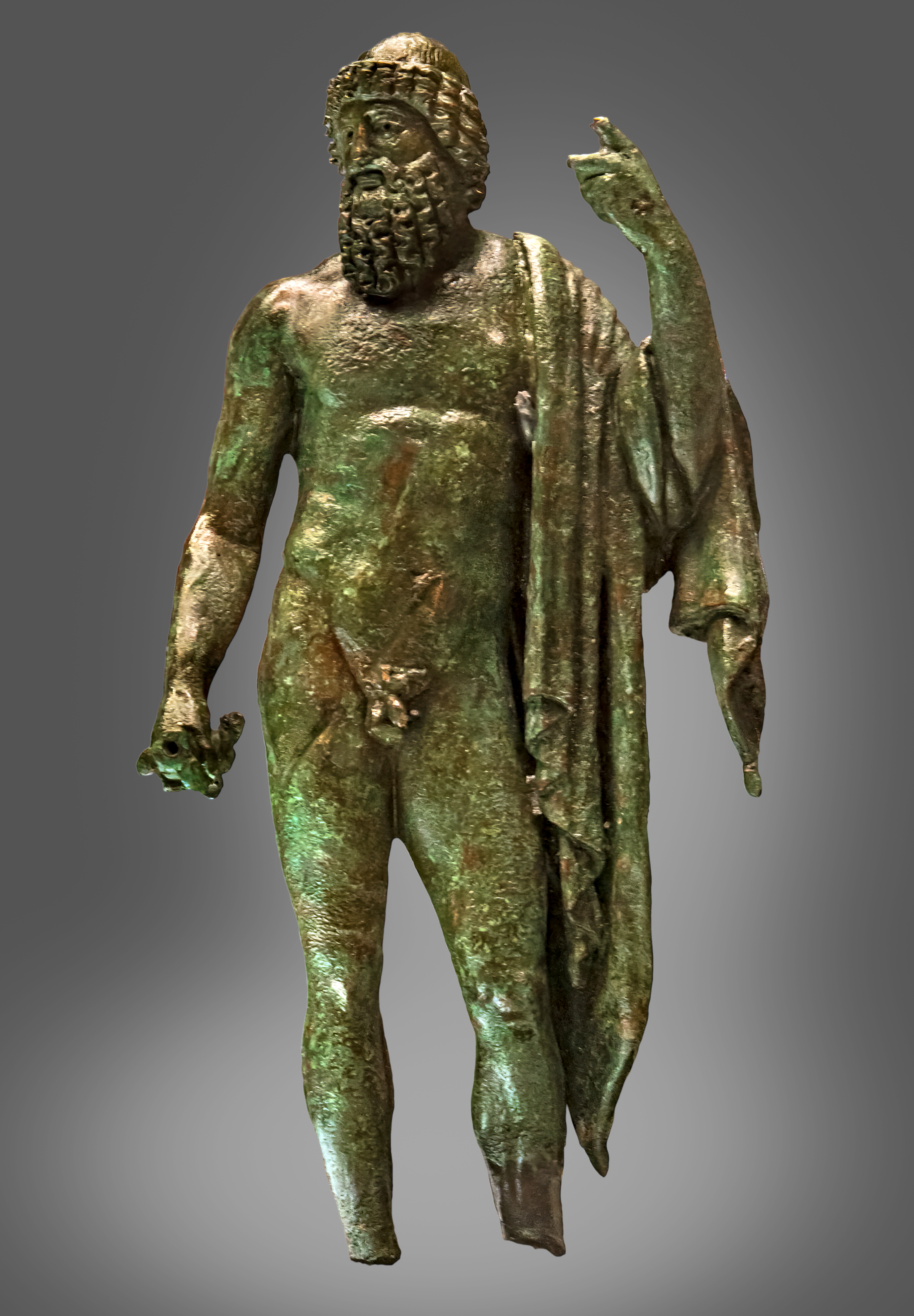
Jupiter au foudre - Musée Saint-Raymond.

## Politique et administration

### Administration municipale
Le nombre d'habitants au recensement de 2011 étant compris entre 500 et 1 499 habitants, le nombre de membres du conseil municipal pour l'élection de 2014 est de quinze,.

### Rattachements administratifs et électoraux
La commune fait partie de la deuxième circonscription de Tarn-et-Garonne de la communauté de communes Grand Sud Tarn-et-Garonne et du canton de Verdun-sur-Garonne. Avant le 1er janvier 2017 elle faisait partie de la communauté de communes Garonne et Gascogne.

### Liste des maires
| Période                                  | Période  | Identité            | Étiquette | Qualité |
| ---------------------------------------- | -------- | ------------------- | --------- | ------- |
| 2001                                     | 2014     | Daniel Mosser       |           |         |
| 2014                                     | En cours | Jean-Michel Valette |           |         |
| Les données manquantes sont à compléter. |          |                     |           |         |

## Population et société

### Démographie
L'évolution du nombre d'habitants est connue à travers les recensements de la population effectués dans la commune depuis 1793. Pour les communes de moins de 10 000 habitants, une enquête de recensement portant sur toute la population est réalisée tous les cinq ans, les populations de référence des années intermédiaires étant quant à elles estimées par interpolation ou extrapolation. Pour la commune, le premier recensement exhaustif entrant dans le cadre du nouveau dispositif a été réalisé en 2004.

En 2022, la commune comptait 577 habitants, en évolution de −10,82 % par rapport à 2016 (Tarn-et-Garonne : +3,12 %, France hors Mayotte : +2,11 %).
| 1793  | 1800 | 1806 | 1821  | 1831  | 1836  | 1841  | 1846  | 1851  |
| ----- | ---- | ---- | ----- | ----- | ----- | ----- | ----- | ----- |
| 1 008 | 701  | 879  | 1 276 | 1 298 | 1 267 | 1 245 | 1 245 | 1 255 |

| 1856  | 1861  | 1866  | 1872  | 1876  | 1881  | 1886 | 1891 | 1896 |
| ----- | ----- | ----- | ----- | ----- | ----- | ---- | ---- | ---- |
| 1 150 | 1 098 | 1 147 | 1 153 | 1 118 | 1 003 | 942  | 913  | 874  |

| 1901 | 1906 | 1911 | 1921 | 1926 | 1931 | 1936 | 1946 | 1954 |
| ---- | ---- | ---- | ---- | ---- | ---- | ---- | ---- | ---- |
| 861  | 866  | 778  | 714  | 702  | 666  | 631  | 641  | 611  |

| 1962 | 1968 | 1975 | 1982 | 1990 | 1999 | 2004 | 2006 | 2009 |
| ---- | ---- | ---- | ---- | ---- | ---- | ---- | ---- | ---- |
| 561  | 504  | 467  | 454  | 456  | 447  | 464  | 474  | 560  |

| 2014 | 2019 | 2022 | - | - | - | - | - | - |
| ---- | ---- | ---- | - | - | - | - | - | - |
| 632  | 594  | 577  | - | - | - | - | - | - |

| selon la population municipale des années : | 1968 | 1975 | 1982 | 1990 | 1999 | 2006 | 2009 | 2013 |
| Rang de la commune dans le département      | 69   | 99   | 84   | 90   | 92   | 93   | 89   | 84   |
| Nombre de communes du département           | 195  | 195  | 195  | 195  | 195  | 195  | 195  | 195  |

### Enseignement
Bouillac fait partie de l'académie de Toulouse.

### Activités sportives
- Arts martiaux et sports de combat (Ju Jutsu traditionnel Maséèn (JJTM)), chasse, pétanque.

## Économie

### Revenus
En 2018, la commune compte 233 ménages fiscaux, regroupant 598 personnes. La médiane du revenu disponible par unité de consommation est de 20 600 € (20 140 € dans le département).

### Emploi
|                | 2008  | 2013   | 2018   |
| -------------- | ----- | ------ | ------ |
| Commune        | 4,1 % | 7,6 %  | 6,1 %  |
| Département    | 8,4 % | 10,2 % | 10,3 % |
| France entière | 8,3 % | 10 %   | 10 %   |

En 2018, la population âgée de 15 à 64 ans s'élève à 374 personnes, parmi lesquelles on compte 78,5 % d'actifs (72,5 % ayant un emploi et 6,1 % de chômeurs) et 21,5 % d'inactifs,. Depuis 2008, le taux de chômage communal (au sens du recensement) des 15-64 ans est inférieur à celui de la France et du département.
La commune fait partie de la couronne de l'aire d'attraction de Toulouse, du fait qu'au moins 15 % des actifs travaillent dans le pôle,. Elle compte 75 emplois en 2018, contre 79 en 2013 et 74 en 2008. Le nombre d'actifs ayant un emploi résidant dans la commune est de 276, soit un indicateur de concentration d'emploi de 27,1 % et un taux d'activité parmi les 15 ans ou plus de 60,9 %.
Sur ces 276 actifs de 15 ans ou plus ayant un emploi, 59 travaillent dans la commune, soit 21 % des habitants. Pour se rendre au travail, 85,4 % des habitants utilisent un véhicule personnel ou de fonction à quatre roues, 3 % les transports en commun, 1,8 % s'y rendent en deux-roues, à vélo ou à pied et 9,7 % n'ont pas besoin de transport (travail au domicile).

### Activités hors agriculture

#### Secteurs d'activités
37 établissements sont implantés  à Bouillac au 31 décembre 2019. Le tableau ci-dessous en détaille le nombre par secteur d'activité et compare les ratios avec ceux du département,.
| Secteur d'activité                                                                                        | Commune | Commune | Département |
| Secteur d'activité                                                                                        | Nombre  | %       | %           |
| --- | ------- | ------- | ----------- |
| Ensemble                                                                                                  | 37      |         |             |
| Industrie manufacturière, industries extractives et autres                                                | 4       | 10,8 %  | (9,6 %)     |
| Construction                                                                                              | 9       | 24,3 %  | (14,9 %)    |
| Commerce de gros et de détail, transports, hébergement et restauration                                    | 10      | 27 %    | (29,7 %)    |
| Activités immobilières                                                                                    | 1       | 2,7 %   | (3,3 %)     |
| Activités spécialisées, scientifiques et techniques et activités de services administratifs et de soutien | 6       | 16,2 %  | (14,1 %)    |
| Administration publique, enseignement, santé humaine et action sociale                                    | 2       | 5,4 %   | (13,6 %)    |
| Autres activités de services                                                                              | 5       | 13,5 %  | (9,3 %)     |

Le secteur du commerce de gros et de détail, des transports, de l'hébergement et de la restauration est prépondérant sur la commune puisqu'il représente 27 % du nombre total d'établissements de la commune (10 sur les 37 entreprises implantées  à Bouillac), contre 29,7 % au niveau départemental.

#### Entreprises et commerces
L'entreprise ayant son siège social sur le territoire communal qui génère le plus de chiffre d'affaires en 2020 est : 
- Corbellini Carrelage, travaux de revêtement des sols et des murs (167 k€).

### Agriculture
La commune est dans les « Coteaux du Gers », une petite région agricole située dans le sud du département de Tarn-et-Garonne, ne couvrant que cinq communes. En 2020, l'orientation technico-économique de l'agriculture  sur la commune est la polyculture et/ou le polyélevage. 
|               | 1988  | 2000  | 2010  | 2020  |
| ------------- | ----- | ----- | ----- | ----- |
| Exploitations | 61    | 44    | 29    | 25    |
| SAU (ha)      | 2 174 | 2 215 | 1 877 | 1 892 |

Le nombre d'exploitations agricoles en activité et ayant leur siège dans la commune est passé de 61 lors du recensement agricole de 1988  à 44 en 2000 puis à 29 en 2010 et enfin à 25 en 2020, soit une baisse de 59 % en 32 ans. Le même mouvement est observé à l'échelle du département qui a perdu pendant cette période 57 % de ses exploitations,. La surface agricole utilisée sur la commune a également diminué, passant de 2 174 ha en 1988 à 1 892 ha en 2020. Parallèlement la surface agricole utilisée moyenne par exploitation a augmenté, passant de 36 à 76 ha.

## Culture locale et patrimoine

### Lieux et monuments
- Une grande et belle statue Gallo-Romaine dite Jupiter au Foudre a été trouvée sur le territoire de la commune. Elle est conservée au Musée Saint-Raymond, Musée d'Archéologie, anciennement dit Musée des Antiques de Toulouse.
- Abbaye : abbaye de Grandselve. Abbaye cistercienne rasée à la Révolution, elle avait fondé la première université de Toulouse. Une association de passionnés s'attache néanmoins à en réunir des vestiges dans un petit musée.
- Église Notre-Dame de Bouillac. L'église a été inscrite au titre des monuments historiques en 1934[42]. Le clocher-mur a été classé au titre des monuments historiques en 1951[42]. Plusieurs objets sont référencés dans la base Palissy[42].
- Église Saint-Salvius du Château.
- Église Saint-Salvy de Saint-Salvy.
- Château(x)
- Forêt royale de Grandselve.

### Personnalités liées à la commune
Bertrand Faure-d'Ère  homme politique né dans la commune

## Pour approfondir